# Nanochromis sabinae
Nanochromis sabinae es una especie de peces de la familia Cichlidae en el orden de los Perciformes.

## Morfología
Los machos pueden llegar alcanzar los 5,2 cm de longitud total.

## Distribución geográfica
Se encuentran en África: cuenca del río Congo y Gabón.